# Теллурид меди(II)
Теллурид меди(II) — бинарное неорганическое соединение
меди и теллура с формулой CuTe,
жёлтые кристаллы.

## Получение
- В природе встречается минерал вулканит — CuTe с примесями [1].
- Спекание стехиометрических количеств чистых веществ:

{\displaystyle {\mathsf {Cu+Te\ {\xrightarrow {365^{o}C}}\ CuTe}}}

## Физические свойства
Теллурид меди(II) образует жёлтые кристаллы
ромбической сингонии,
пространственная группа P mmn,
параметры ячейки a = 0,3156 нм, b = 0,4078 нм, c = 0,6834 нм, Z = 2.